# Throw a Penny / I Can’t Let You Go

## Közreműködők
- Barry Gibb – ének, gitár
- Maurice Gibb – ének, gitár, billentyűs hangszerek, basszusgitár
- Robin Gibb – ének
- Alan Kendall – gitár
- Dennis Bryon – dob
- Geoff Westley – billentyűs hangszerek
- stúdiózenekar Arif Mardin vezényletével
- hangmérnök – Damon Lyon Shaw, Andy Knight

## A lemez dalai
- Throw a Penny (Barry és Robin Gibb) (1973), stereo 4:49, ének: Barry Gibb, Robin Gibb
- I Can’t Let You Go (Barry, Robin és Maurice Gibb) (1973), stereo 3:45, ének: Barry Gibb

## Top 10 helyezés
A kislemez dalaiból nem született a világon Top 10 helyezés

## A kislemez megjelenése országonként
- Japán: RSO DW-1082
- Amerikai Egyesült Államok, Kanada: RSO SO-410